# Almir Sulejmanović
Almir Sulejmanović, slovenski nogometaš in trener, * 26. januar 1978, Velenje.
Sulejmanović je nekdanji profesionalni nogometaš, ki je igral na položaju branilca. V svoji karieri je igral za slovenske klube Rudar Velenje, Celje, Muro, Krko, Aluminij, Dravograd in Korotan Prevalje, belgijski Genk, litovska Atlantas in Vėtro, ukrajinsko Zorjo Lugansk, albanska Elbasani in Skenderbeu ter avstrijski Sulmtal-Koralm. Skupno je v prvi slovenski ligi odigral 268 tekem in dosegel 13 golov. Bil je tudi član slovenske reprezentance do 20 in 21 let. Po končani trenerji deluje kot trener, vodil je Dravograd, Korotan Prevalje, Rudar Velenje in Tabor Sežano, od leta 2023 vodi Dravinjo.